# Clauzetto
Clauzetto (furlanisch Clausêt) ist eine nordostitalienische Gemeinde in der Region Friaul-Julisch Venetien. Sie liegt nördlich von Pordenone auf 454 m und hat 373 Einwohner (Stand 31. Dezember 2023).
Die Nachbargemeinden sind Castelnovo del Friuli, Pinzano al Tagliamento, Tramonti di Sotto und Vito d’Asio.

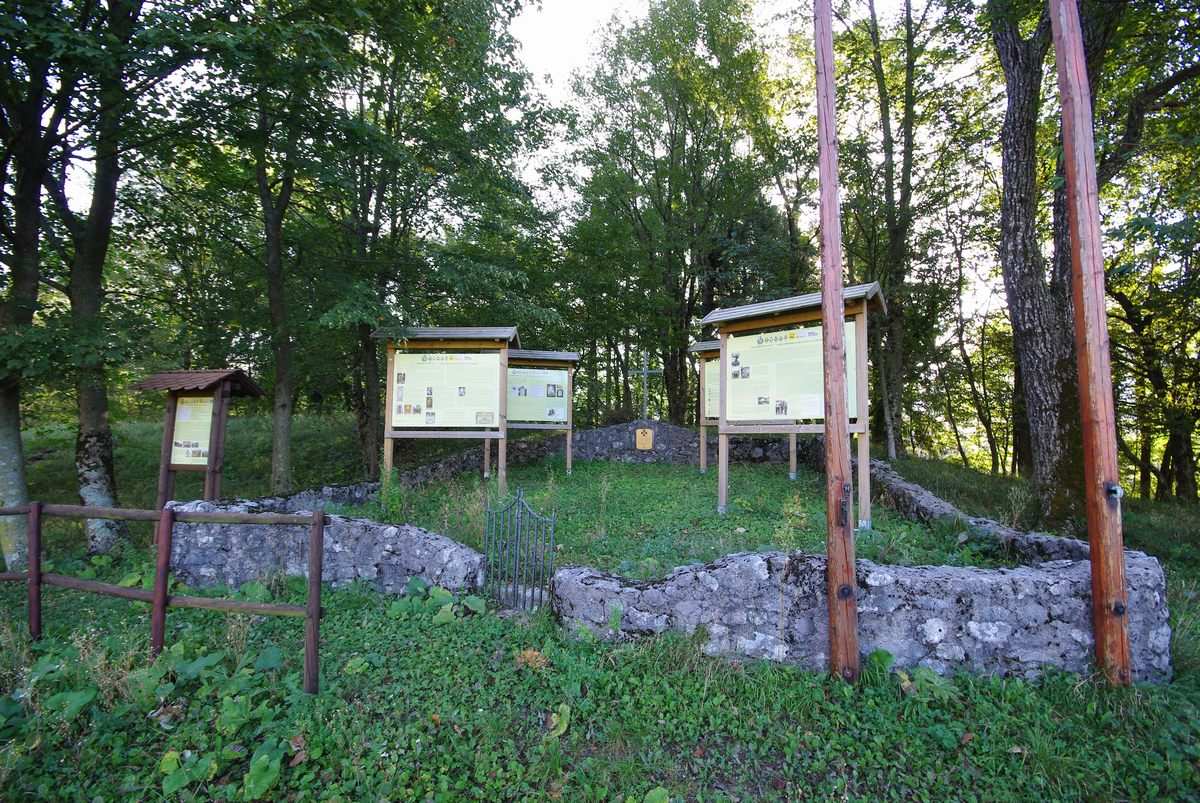
Deutsche Kriegsgräberstätte in Vito d’Asio
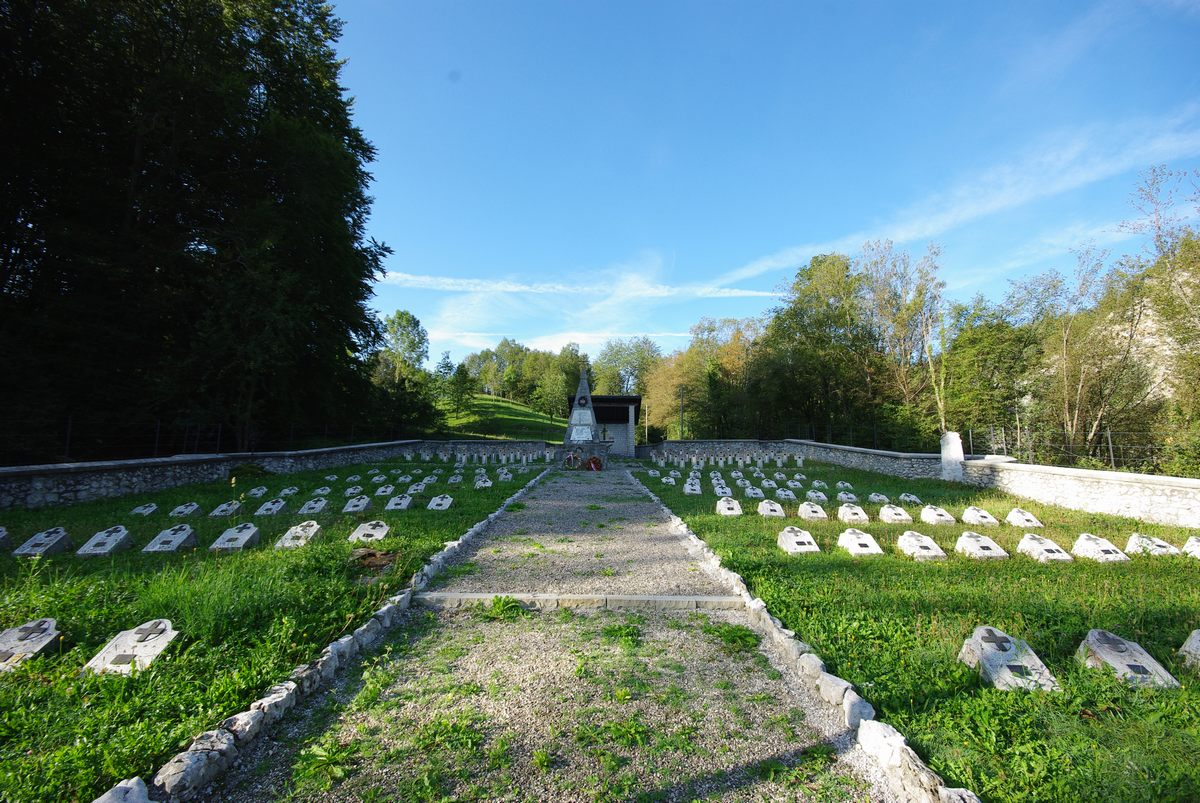
Kriegsgräberstätte der Schlacht von Pradis